# Vittsjö Gymnastik och Idrottsklubb
Il Vittsjö Gymnastik och Idrottsklubb, citato nella sua forma contratta Vittsjö GIK, è una società polisportiva svedese con sede a Vittsjö, piccolo centro del comune di Hässleholm, nella contea di Scania.
Fondata nel 1933, annovera tra le sue discipline sportive l'atletica leggera, il calcio, maschile e femminile, maggiormente nota con quest'ultima sezione per i suoi risultati conseguiti, e la ginnastica.